# Aequipecten heliacus
Aequipecten heliacus är en musselart som först beskrevs av Dall 1925.  Aequipecten heliacus ingår i släktet Aequipecten och familjen kammusslor. Inga underarter finns listade i Catalogue of Life.